# Oumarou Namata Gazama
 (août 2019).
Oumarou Namata Gazama, né en 1963 à Koutoubou près de Bosso, est un général nigérien. Après avoir dirigé les opérations contre Boko Haram dans la région de Diffa, il est nommé chef d'état-major adjoint de l'Armée de terre en 2018. Le 24 juillet 2019, il remplace Hanena Ould Sidi comme commandant militaire de la force G5 Sahel. nommé chevalier d'or par le présent de transition tchadien

## Biographie
Né en 1963 à Koutougou, près de Dosso, il rejoint l'armée en 1985 comme simple soldat. Il grimpe les échelons et devient officier. À ce titre, il commande différents escadrons blindés à Niamey, Zinder et dans le Nord du Niger. Il se forme en France, en Chine ainsi qu'au Nigéria.
En 2015, il est directeur du commandement des organismes de formation des forces armées nigériennes. Il commande la zone militaire de Diffa lors de la guerre contre Boko Haram. Arrivé après l'attaque de Bosso en juin 2016, qui voit la ville prise par la secte islamiste, il parvient à décourager les attaques de Boko Haram contre les militaires nigériens. Il met également fin à une mutinerie militaire à Diffa.
Il est promu général de brigade le 11 janvier 2018 et, dans ce même mois, est nommé chef d'état-major adjoint de l'Armée de terre.